# Lancia Thema

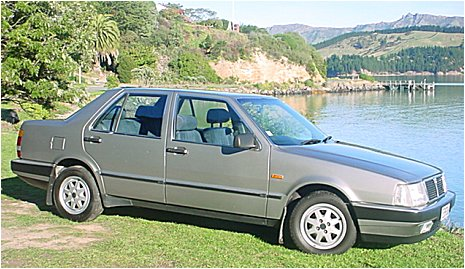
Lancia Thema (1989)

Lancia Thema (interní označení Y9) je osobní automobil vyšší střední třídy vyráběný v letech 1984 až 1994 italskou automobilkou Lancia. Typ byl velmi úspěšný, a sloužil mnoha nejen italským politikům jako reprezentační vozidlo. Jeden z luxusně vybavených vozů vlastnil v devadesátých letech i Václav Havel. V roce 1994 byla tato řada nahrazena řadou Kappa.
Základem vývoje byla dohoda čtyř značek na koncepci unifikované podlahové plošiny. Hlavní participace spočívala na koncernu Fiat a Saab spolu s Alfou Romeo. V průběhu vývoje se však objevily různé přístupy jednotlivých protagonistů, takže došlo k postupnému oddělení vývoje Saabu a naopak sloučení vývojové skupiny Fiatu a Alfy Romeo. Výsledkem byly konstrukčně podobné, ale přesto v mnoha směrech specifické vozy Lancia Thema, Saab 9000, Fiat Croma a Alfa Romeo 164. Zatímco Alfa Romeo 164 a Lancia Thema spočívaly na shodné podlahové plošině, Fiat Croma byl postaven na její mírně zkrácené verzi a Saab 9000 měl výrazně odlišnou zadní partii, neboť nepoužíval sofistikovaný systém zavěšení zadních kol v té podobě, jako vozy koncernu Fiat (v roce 1986 došlo ke sloučení Alfy Romeo s Fiatem).
Designem karosérie byl pověřen Giorgetto Giugiaro a jeho firma Italdesign. V říjnu 1984 byla představena Thema i. e. s řadovým čtyřválcem o objemu 1995 cm³ (vrtání 84, zdvih 90 mm) s rozvodem DOHC a vícebodovým vstřikováním paliva jako základ nabídky modelu. Motor měl kultivovaný chod díky litinovému bloku a dvojici protiběžných vyvažovacích hřídelů. Hlava válců byla z lehkých slitin, měla příčné proudění plynů, rozvod DOHC a 2 ventily na válec. Podvozek vynikal především perfektní kinematikou, převzatou z menšího modelu Delta. Lancii se v oblasti konstrukce motorů a podvozků dařilo i díky dlouhodobé úspěšné účasti v motoristickém sportu.
Dalším modelem z nabídky byla Thema i.e. turbo s motorem 1995 cm³ DOHC 8v s turbodmychadlem Garett T3 o výkonu 165 koní a elektronickým vstřikováním paliva Bosch Motronic. I tento agregát těžil z litinového bloku s dvojicí protiběžných vyvažovacích hřídelů, které mu zabezpečovaly minimální vibrace a tichý chod. Hlava válců s příčným prouděním plynů byla z hliníkové slitiny a nezvyklým standardním prvkem tohoto modelu byla malá viskózní spojka v roli uzávěrky předního diferenciálu pro snadnější přenos výkonu motoru na silnici.
Prestiž výrobce výkonných a luxusních vozů posílila i verze se šestiválcovým motorem PRV (vyvinutým ve spolupráci firem Peugeot, Renault a Volvo), uspořádaným do V s úhlem 90°. Ten měl objem 2,8 litru, rozvod OHV a maximální výkon 150 koní. Pro milovníky vznětových motorů byl v nabídce komůrkový litinový 2,5 litrový turbodiesel s výkonem 100 koní.
V roce 1986 byla představena verze kombi Thema Station Wagon navržená studiem Pininfarina.
Všechny verze Themy byly od počátku vybaveny kotoučovými brzdami firmy Girling na všech kolech, vzadu s omezovačem brzdného tlaku. U většiny modelů standardně montovaný tří- nebo čtyřkanálový systém ABS fy Bosch. Podvozek byl tvořen nezávislým zavěšením všech kol, vpředu na trojúhelníkových ocelových svařovaných ramenech a vzpěrách McPherson, vzadu s dvojicí vodicích příčných ramen a ovládacím podélným ramenem a vzpěrou McPherson. Vpředu i vzadu příčný zkrutný stabilizátor. Kola u verzí 2.0 8v a TD měla rozměr 6 x 14", u ostatních verzí 6 x 15 " nebo 7 x 15", pneumatiky 195/65 HR 14 nebo 195/60 VR 15, alt. 205/55 VR 15.
Základní zavazadlový prostor měl úctyhodných 550 litrů a jeho největší devizou byla nízká nakládací hrana. Průchod z interiéru do zavazadlového prostoru byl umožněn loketní sklopnou opěrou nebo asymetrickým sklápěním zadních opěradel.
Lancia Thema prodělala mírné úpravy koncem roku 1988, kdy byla změněna přední část (světlomety, maska), dostala odlišná zrcátka a zadní svítilny. V interiéru došlo k mírným změnám zejména v oblasti ventilace a materiálů. Podstatnějších změn se ale Thema dočkala pod kapotou, kde přibyl v nabídce motor 2.0 16v/145 koní a zejména nadčasový agregát 2.0 16v Turbo i. e. s elektronickým vstřikováním paliva Bosch Motronic, disponující maximálním výkonem 177 koní při 5500/min, ale vynikající fascinujícím průběhem výkonu zejména v nižším a středním pásmu otáček při velmi nízké spotřebě paliva a minimálních vibracích. Tento agregát ale nebyl dodáván ve verzi s katalyzátorem výfukových plynů, takže pro ekologicky zaměřené trhy byl přepracován starší 2.0 turbo 8v s výkonem 150 koní, který splňoval emisní normu US Federal '83. Změna nastala i u naftového 2.5 TD, který byl mírně přepracován, což přineslo snížení emisí a spotřeby nafty.
Další evoluce se Thema dočkala na podzim 1991, kdy byly mírně upraveny prvky exteriéru i interiéru vč. ovládání klimatizace, optimalizovány některé elektrické celky a motor 2.8 V6 byl nahrazen modernějším agregátem z dílny sesterské Alfy Romeo. Vidlicový celohliníkový šestiválec s rozvodem SOHC s 12 ventily a příčným prouděním plynů s úhlem rozevření válců 60 ° pod označením 3.0 V6 s katalyzátorem výfukových plynů nabídl tichý a kultivovaný chod, velmi plochou křivku momentového průběhu a snížení hmotnosti přední nápravy. Mírné změny se dočkal i nynější základ nabídky – motor 2.0 16v, který díky novému výfukovému a sacímu potrubí i novějšímu motormanagementu Motronic poskytoval velmi pěkných 153 koní při 6400/min. Nejpodstatnější změnou modelového ročníku 1992 však byla skutečnost, že vozy přestaly být vyráběny z ruského plechu, který trpěl velkou mezikrystalickou korozí.
Poslední vývojový krok byl učiněn v roce 1993, kdy byl do nabídky zařazen vrcholný typ Thema LX s benzinovým turbomotorem 201-210 koní, který byl postaven na základě polomotoru legendární Delty Integrale. Tento agregát vybavený moderním turbodmychadlem Garrett TBO367 a motormanagementem Magneti-Marelli IAW plně nahradil dosavadní vrcholný typ 8.32 a nabídl vyšší spolehlivost, lepší průběh výkonu zejména ve středním pásmu otáček a podstatné snížení spotřeby paliva. Jeho finesou byly elektronicky řízené tlumiče BOGE s dvěma nastavitelnými módy odpružení Auto a Sport, přepínatelnými za jízdy. Díky nim vůz získal skutečně mimořádné jízdní vlastnosti.
Změny se dočkal i vznětový čtyřválec, který byl nahrazen modernějším provedením TDS ohleduplnějším k životnímu prostředí a vykazujícím menší vibrace a sníženou spotřebu nafty.
Lancia Thema se od začátku výroby těšila poměrně solidnímu zájmu zákazníků. Velmi dobře využitý obestavěný prostor s vysokou užitnou hodnotou, k níž přispěl i velký zavazadlový prostor spolu s bohatou a luxusní výbavou byly silnými argumenty pro nákup tohoto vozu. Přidáme-li vynikající jízdní vlastnosti a dynamické motory – zejména ve své době bezkonkurenční benzinové turbomotory – není se prvotnímu zájmu opravdu co divit. Ani image nejúspěšnější značky v automobilových soutěžích všech dob nebylo k rozhodně k zahození. Po celou dobu výroby však model Lancia Thema bojoval se spolehlivostí, zejména v elektrické části. Hlavní řídící relé, napájení řídících jednotek a další komponenty elektrického rozvodu vozu firmy Bosch byly problematické od zahájení do ukončení výroby. V letech 1984 až 1992 se navíc vozy potýkaly s velkým sklonem ke korozi karoserie vyrobené z nekvalitního ruského plechu. Když se k tomu přidá poměrně velká náročnost na údržbu v dané době dost složitého podvozku a nepříliš kvalitní plasty v interiéru spolu s některými prvky interiéru nevábné úrovně zpracování, je pochopitelné, že zájem o Themu postupem času uvadal. Navíc sesterská Alfa Romeo 164 nabídla i neobyčejně dynamický a svěží design, takže řada zákazníků přešla z Lancia právě k Alfě Romeo.

## Lancia Thema 8.32
Dlouholetá spolupráce Lancie a Ferrari vedla k vzniku unikátní série 8.32 vybavené motory Ferrari Dino V8 s 32 ventily o objemu 3 litry. Ten pocházel z Ferrari 308 GTB Quattrovalvole a disponoval maximálním výkonem 215 koní. Interiér byl ztělesněním luxusu, kůže a exotické dřevo vozům dodávaly punc výjimečnosti. Vozů bylo vyrobeno pouze 3537 kusů v první sérii, celkově kolem 5000.

## Motory
| Model             | Objem    | Výkon (k/otáčky za minutu) | Kroutící moment (Nm) | Období výroby | Max. v/zrychl. 0-100 km/h (s) |
| ----------------- | -------- | -------------------------- | -------------------- | ------------- | ----------------------------- |
| 2.0 8V            | 1995 cm³ | 120/5250                   | 170/3300             | 1985-1989     | 195 / 9,7                     |
| 2.0 8V            | 1995 cm³ | 116/5600                   | 162/4000             | 1987-1989     | 191 / 10,4                    |
| 2.0 8V            | 1995 cm³ | 116/5600                   | 162/4000             | 1989-1995     | 195 / 11,4                    |
| 2.0 16V           | 1995 cm³ | 146/6000                   | 173/4000             | 1989-1992     | 202 / 10,4                    |
| 2.0 16V           | 1995 cm³ | 153/6400                   | 186/3400             | 1992-1995     | 205 / 10,1                    |
| 2.0 Turbo 8V      | 1995 cm³ | 166/5500                   | 290/2750             | 1985-1988     | 210 / 8,0                     |
| 2.0 Turbo 8V Kat  | 1995 cm³ | 150/5500                   | 245/2700             | 1988-1992     | 210 / 7,9                     |
| 2.0 Turbo 16V     | 1995 cm³ | 177/5500                   | 284/3500             | 1989-1992     | 222 / 8,0                     |
| 2.0 Turbo 16V     | 1995 cm³ | 185/5750                   | 280/3000             | 1991-1992     | 230 / 7,7                     |
| 2.0 Turbo 16V Kat | 1995 cm  | 210/5750                   | 304/2750             | 1993-1994     | 230 / 7,2                     |
| 2.9 V6 12V        | 2849 cm³ | 150/5250                   | 245/2700             | 1985-1989     | 208/ 8,2                      |
| 2.9 V6 12V Kat    | 2849 cm³ | 150/5000                   | 225/3500             | 1989-1992     | 205 / 8,4                     |
| 3.0 V6 12V Kat    | 2959 cm³ | 175/5500                   | 250/4500             | 1992-1995     | 220 / 8,1                     |
| 3.0 V8 32V        | 2927 cm³ | 215/6750                   | 285/4500             | 1987-1989     | 240 / 6,9                     |
| 3.0 V8 32V Kat    | 2927 cm³ | 205/6750                   | 263/5000             | 1989-1992     | 235 / 6,9                     |
| 2.5 TD            | 2445 cm³ | 101/4100                   | 217/2300             | 1985-1989     | 185 / 11,9                    |
| 2.5 TD            | 2499 cm³ | 99/3900                    | 245/2200             | 1989-1993     | 195 / 11,0                    |
| 2.5 TDS           | 2499 cm³ | 118/4100                   | 245/2400             | 1994-1995     | 195 / 11,5                    |

## Galerie

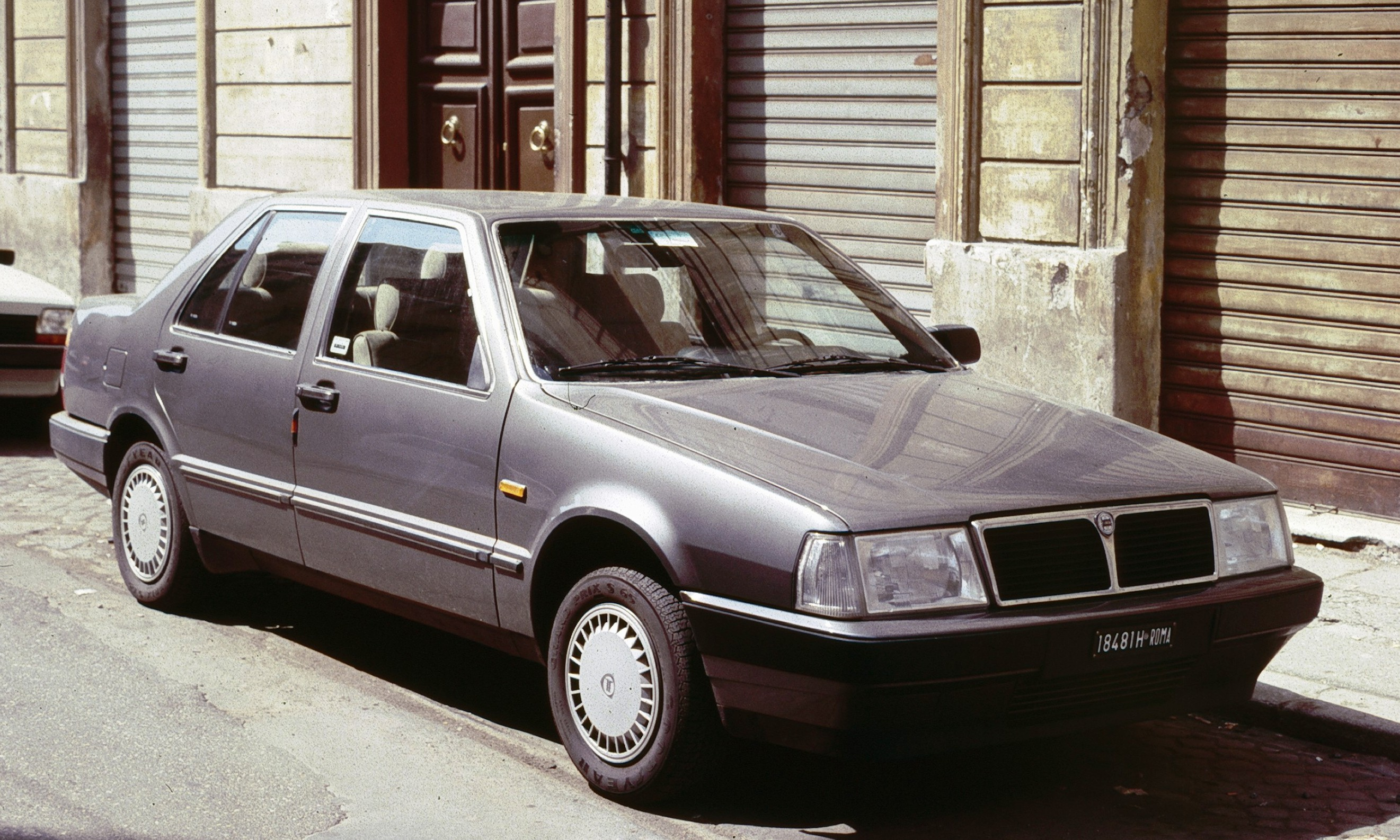
Thema I. generace
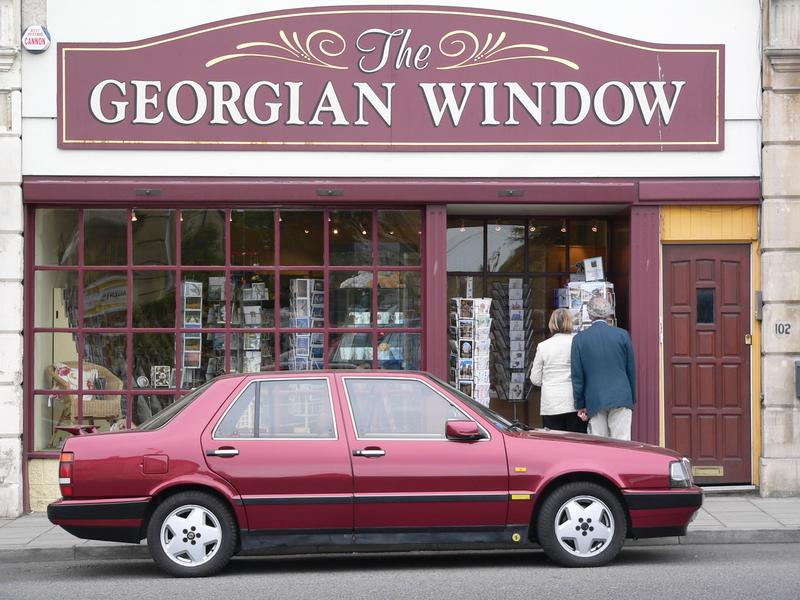
Thema 8.32
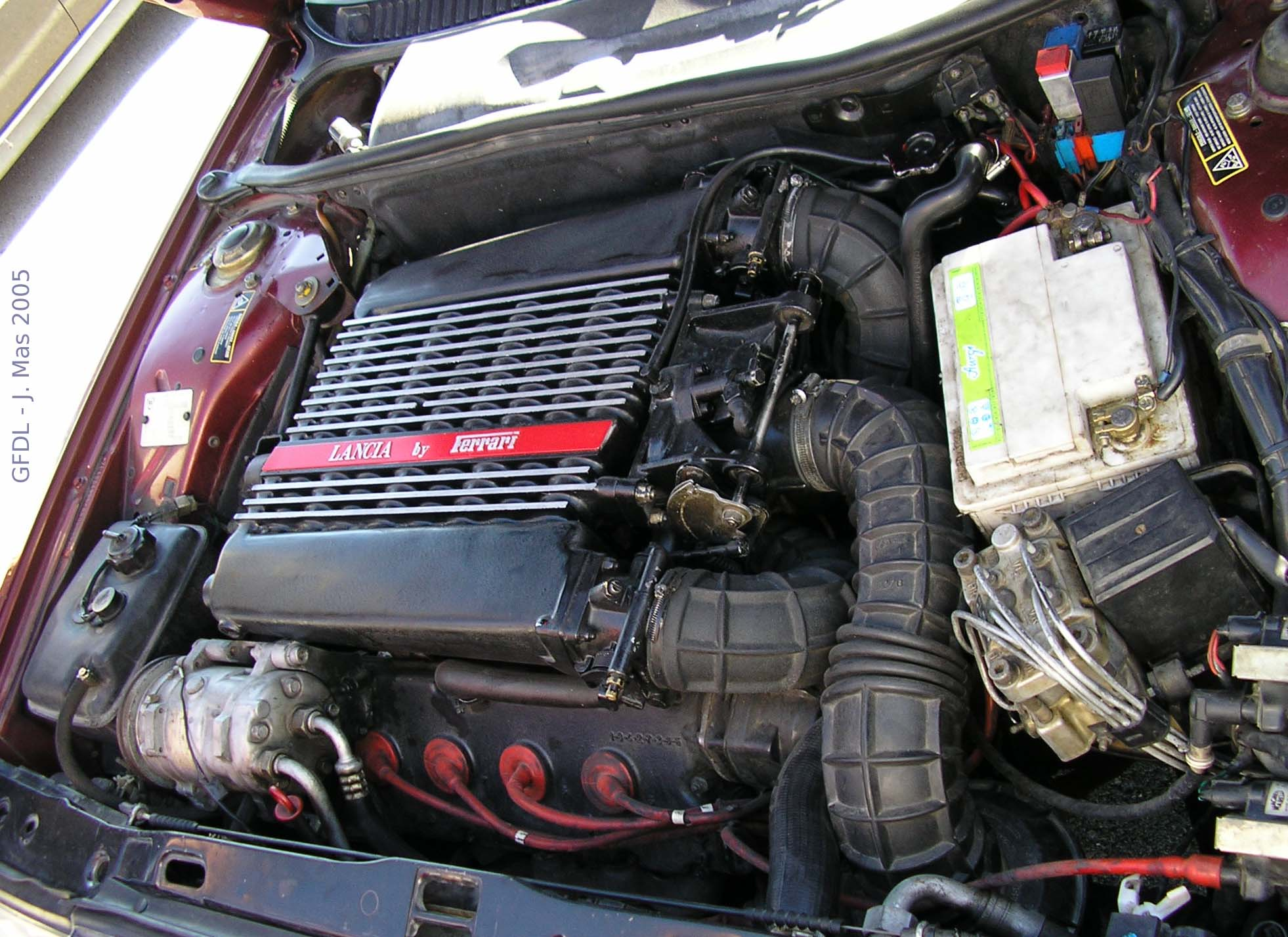
Motor verze 8.32